# Пустовіт Лілія Григорівна
Лі́лія Григорівна Пустові́т (нар. 9 грудня 1968) — українська модельєрка, власниця бренду «POUSTOVIT». Авторка понад 60 колекцій одягу (станом на 2024 рік).

## Біографія

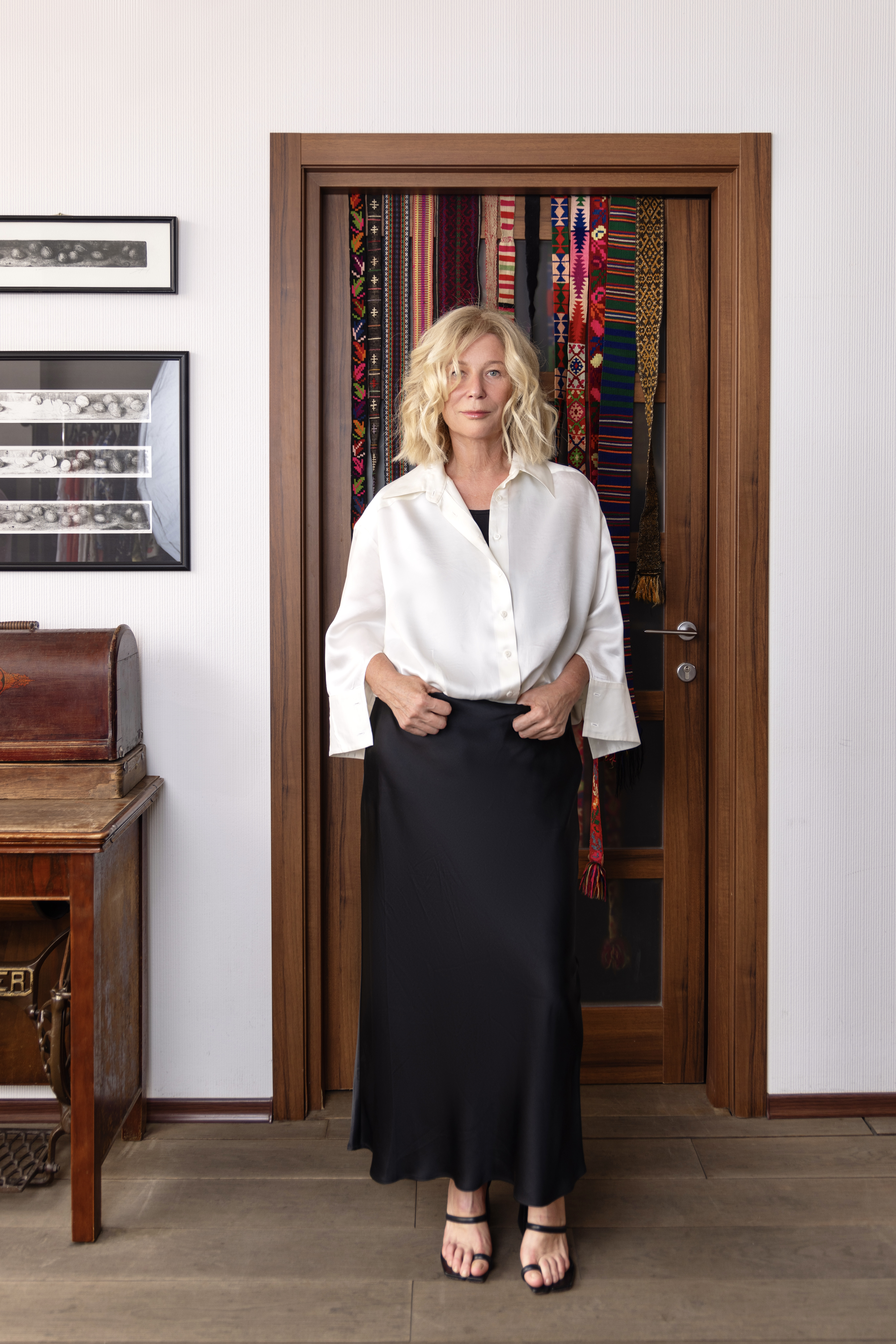
Лілія Пустовіт для фотосесії журналу L'Officiel Україна до 25-ти річчя бренду Poustovit (червень 2024 року)

Народилася 9 грудня 1968 року у Вінниці в родині професійного спортсмена і викладачки німецької мови та літератури. Закінчила середню школу із золотою медаллю у 1983 році. Вступила до Київського технологічного інституту легкої промисловості на факультет швейного виробництва та почала шити модний одяг ще у студентські роки (у виші був студентський будинок моделей).
У 2013 році одружилася з київським ресторатором Ігорем Кіріковим. 24 серпня 2013 року, на День Незалежності України, народила доньку Єлизавету-Марію.

## Кар'єра
Після закінчення освіти працювала на швейному підприємстві в місті Бендери. Стажувалася в Парижі.
Перша авторська колекція дизайнерки була представлена у 1994 році на виставці «Easter Wind» у Тулузі, Франція. У 1996 році Пустовіт завоювала Гран-прі «Золотий ґудзик» міжнародного фестивалю «In Vogue», Вільнюс, Литва. Цього ж року взяла участь у «Salon du pret-a-porter feminine», Париж, Франція. Даніель Ештер запросив її працювати головним стилістом у Домі Daniel Hechter у Парижі.
У 1998 році Лілія Пустовіт створила бренд «POUSTOVIT» у партнерстві з компанією-імпортером тканин «Nota Bene».
Розробляє колекції для базової молодіжної лінії одягу L.P. by Poustovit. Також співпрацює з торговою маркою Braska, для якої створює колекції взуття і аксесуарів. Розробила дизайн інтерфейсу смартфонів Nokia Belle, які надійшли у продаж 2012 року.
У 2004 році Пустовіт обрана президенткою новоствореної Української Ради Моди (Ukrainian Fashion Council), у 2008 році очолила Експертний комітет Української Ради Моди.
У 2009 році на запрошення асоціації бразильських дизайнерів «ABEST» стала учасницею «Тижні моди в Сан-Паулу», що проходила з 17 по 23 червня.
У 2014 році розробила сукню інавгурації для першої леді України Марини Анатоліївни Порошенко.
У 2019 році спільно з роздрібною мережею магазинів взуття та одягу ІНТЕРТОП створила колекцію одягу Poustovit x Intertop.
Була друга лінія LP by Poustovit для українських магазинів з демократичнішими цінами, але довелося зупинити. Також є бренд SUPPORT by Poustovit, орієнтований на Україну та продажі онлайн.

## Нагороди
- Орден княгині Ольги III ступеня (21 серпня 2020) — за значний особистий внесок у державне будівництво, соціально-економічний, науково-технічний, культурно-освітній розвиток України, вагомі трудові здобутки та високий професіоналізм[12].